# ショパン 愛と哀しみの旋律
『ショパン 愛と哀しみの旋律』（ショパン あいとかなしみのせんりつ、ポーランド語: Chopin. Pragnienie miłości、英語: Chopin: Desire for Love ）は、2002年のポーランドの伝記映画。監督はイェジ・アントチャク、出演はピョートル・アダムチクとダヌタ・ステンカなど。作曲家フレデリック・ショパンと作家ジョルジュ・サンドの愛を描いている。

## ストーリー
1830年、若き作曲家フレデリック・ショパンは愛する祖国ポーランドを後にした。ポーランドを直轄統治する帝政ロシアの大公の専横を嫌ったためだった。ウィーンを経てパリに辿り着くも、ショパンの書く譜面はなかなか出版社に受け入れられなかった。しかし、上流階級が集うサロンで技量を披露した結果、ショパンは一躍、売れっ子作曲家・演奏家としての地位を確立した。
この頃、女流作家としてパリ社交界に名を馳せていたジョルジュ・サンドは、15歳年下のショパンを気に入り、自ら積極的に接近していった。裕福なサンドは1838年に、ショパンの病気療養も兼ねて、共にマヨルカ島に長期滞在した。この旅にはサンドの子供たちも同行しており、15歳の息子モーリスは母とショパンの愛人関係に苛立ちを募らせていった。
数年後、ショパンとサンドは、ノアンにあるサンドの別荘とパリを行き来する生活を続けていた。しかし、年頃になったサンドの娘ソランジュが、ショパンに恋をして母と対立するようになり、1847年にショパンとサンドの関係は終りを告げた。
サンドと別れたショパンは、結核が悪化し、経済的にも困窮していった。祖国ポーランドから看病に駆けつけた姉のルドヴィカに看取られて、ショパンは1849年に39歳で亡くなった。愛国者であったショパンの心臓は、遺言によってルドヴィカの手でポーランドに持ち帰られた。

## キャスト
- フレデリック・ショパン: ピョートル・アダムチク - ポーランド出身の作曲家。
- オーロール・デュパン（ジョルジュ・サンド）: ダヌタ・ステンカ（ポーランド語版） - デュドヴァン男爵夫人。パリの人気女流作家。
- モーリス・サンド（英語版）: アダム・ヴォロノヴィチ（ポーランド語版） - サンドの息子。
- ソランジュ・デュドヴァン: ボジェナ・スタフーラ（ポーランド語版）（幼少期：サラ・ミュルドナー（ポーランド語版）） - サンドの娘。
- ヤン: マリアン・オパニア（ポーランド語版） - ショパンの身の回りの世話をする召使。ポーランド人。
- アルバート・グジマワ（英語版）: アンジェイ・ジーリンスキー（ポーランド語版） - ショパンの友人[3]。
- フランツ・リスト: ミハウ・コナースキ（ポーランド語版） - 人気作曲家でピアニスト。
- ニコラ・ショパン: イェジ・ゼルニク（ポーランド語版） - ショパンの父。フランス人。
- ユスティナ・ショパン（ポーランド語版）: ヤドヴィガ・バランスカ（ポーランド語版） - ショパンの母。
- ルドヴィカ・ショパン: アンナ・ラドヴァン（ポーランド語版） - ショパンの姉。
- イザベラ・ショパン: アグニェシュカ・シテク（ポーランド語版） - ショパンの妹。